# Črni petek
Črni petek je neuradno poimenovanje petka, ki sledi ameriškemu zahvalnemu dnevu – slednji se v Združenih državah Amerike praznuje na zadnji petek v novembru. V ZDA velja dan po zahvalnem dnevu že od leta 1952 kot začetek božične nakupovalne sezone. Izraz »črni petek« se je začel širše uporabljati šele v zadnjih desetletjih, ko so ga privzeli večje svetovni trgovci in z njim poimenovali začetek svoje sezone zimskih popustov.
V 21. stoletju so začeli globalni trgovci, ki sicer izvirajo iz ZDA, obširneje promovirati črni petek tudi v drugih državah, kjer poslujejo, pridružile pa so se tudi lokalne trgovine. V zadnjih letih se je črni petek v večji meri uveljavil tudi v Sloveniji, čeprav ne praznujemo dneva zahvalnosti.
V zadnjih letih se uveljavlja še nov potrošniški dan, in sicer tako imenovani spletni ponedeljek (tudi »kiberponedeljek«), ki je na prvi ponedeljek po črnem petku in je namenjen popustom pri spletnih nakupih.

## Izvor imena
Razlage imena »črni petek« so različne; priljubljena je ta, da so prodajalci večino leta poslovali s finančno izgubo, nato pa so v praznični sezoni, ki se začne po zahvalnem dnevu, končno izplavali iz rdečih številk v črne. Prva izpričana uporaba izraza »črni petek« v zvezi z dnevom po dnevu zahvalnosti izvira iz Filadelfije, kjer je policija leta 1961 tako poimenovala gost promet in gnečo na pločnikih na petek po dnevu zahvalnosti (ter »črna sobota« za še en dan po tem). Leta 1961 so filadelfijske oblasti zaradi negativne konotacije črnega petka in črne sobote poskusile vpeljati izraza »veliki petek« in »velika sobota«, a se novo poimenovanje ni uveljavilo.